# Eucles de Siracusa
Eucles de Siracusa (Εὐκλῆς) fou un militar siracusà fill de Hippó de Siracusa. Fou nomenat comandant el 414 aC i va dirigir junt amb altres la flota que Siracusa va enviar a Milet per ajudar a Tisafernes contra els atenencs.